# Rede Integrada de Apoio ao Cidadão
A Rede Integrada de Apoio ao Cidadão (RIAC) é uma rede centros de atendimento ao público criada e operada pelo Governo Regional dos Açores.

## Descrição e objectivos
Num contexto de acções e projectos conducentes a uma maior aproximação da Administração Pública ao Cidadão e de uma tendência generalizada para a massificação das novas tecnologias de informação e comunicação, surgiu a nível nacional, em 1997, o projecto Loja do Cidadão.
Sendo este um projecto assente em critérios de excelência, o então VII Governo Regional dos Açores assumiu a intenção de viabilizar a extensão à Região deste projecto nacional, com o intuito de modernizar e simplificar o funcionamento da Administração, bem como facilitar o acesso e melhorar o atendimento dos cidadãos.
Atendendo às competências na área da modernização administrativa da então Secretária Regional Adjunta da Presidência, coube a este Departamento do Governo Regional a promoção desta iniciativa.
Tendo em consideração a realidade geográfica e populacional do arquipélago dos Açores, foi assumida uma aposta na criação de um projecto que conjugasse as especificidades da Região, nomeadamente a realidade arquipelágica caracterizada pela descontinuidade geográfica, e os critérios de excelência prestados pela Loja do Cidadão, o qual se denominou de Rede Integrada de Apoio ao Cidadão – abreviadamente, RIAC.
O conceito subjacente às Lojas da RIAC, de criação de um ponto único de contacto, corporiza-se na existência de um “assistente de cliente” que, multidisciplinarmente e de forma personalizada, responde a solicitações diversas. Estas unidades começaram por ser instaladas ao nível de freguesia, especificamente nas Juntas de Freguesia, tendo vindo progressivamente a multiplicar-se quantitativa e geograficamente, estando já estabelecidos nos centros urbanos da Região Autónoma.
A RIAC tem como atribuições a racionalização, modernização e qualidade do atendimento da administração regional, com vista à melhoria da interacção desta com os cidadãos, nomeadamente através das suas Lojas, do Centro de Contactos e da página na Internet. 
A RIAC visa fundamentalmente facilitar o acesso do cidadão à Administração Pública, prestando serviços próximo das populações, assentes em critérios de qualidade, rapidez e comodidade.
O objecto das Lojas da RIAC é receber pedidos dos cidadãos relativos aos produtos que neles são disponibilizados, prestar serviços, encaminhar os pedidos para as respectivas entidades de retaguarda e fornecer informação ao cidadão. 
Indirectamente, a interacção dos cidadãos com a RIAC é feita com recurso ao Centro de Contactos (800 500 501) e à presente página da internet, criada e aperfeiçoada para satisfazer de forma cabal os interesses de todos os cidadãos.

### Serviços Prestados
Os cidadãos podem interagir com a RIAC através da página na internet, através do call center (800 500 501) ou presencialmente numa das 50 lojas da RIAC, espalhadas por todas as ilhas do arquipélago dos Açores, Lisboa, Estados Unidos da América e Canadá.
A RIAC disponibiliza actualmente ao Cidadão mais de 350 serviços, entre eles:
- Pagamento de contas domésticas (água, electricidade, telefone, telemóveis, televisão por cabo, etc...)
- Emissão do PEP (Passaporte Electrónico Português)
- Pedido do cartão de Utente do Serviço Regional de Saúde
- Emissão do Registo Criminal
- Alteração de elementos na Carta de Condução
- Pedido de Certidões do Registo Civil, Comercial e Predial
- Pedidos de apoio para habitação
- Cartão do Cidadão
- Cartão Interjovem
- Cartão Ajiter
- Bilhetes da Atlânticoline
- Pedido de agendamento eletrónico de consultas nos Centros de Saúde da RAA.
- Alteração de Morada
- Cartão Europeu de Seguro de Doença
- COMPAMID
- Pensões
- Benefício Fiscal ao Gasóleo Agrícola
- Carta de Caçador
- Licença de Pesca
- Serviços CTT
- entre muitos outros

### Localização das lojas
- Ilha do Corvo - Vila do Corvo
- Ilha das Flores - Ponta Delgada, Lajes e Santa Cruz
- Ilha da Graciosa - São Mateus, Santa Cruz e Luz
- Ilha de S. Jorge - Velas, Topo, Norte Grande e Calheta
- Ilha do Pico - São Mateus, Madalena, Lajes, São Roque e Piedade
- Ilha do Faial - Cedros, Horta, Flamengos e Castelo Branco
- Ilha Terceira - Lajes, Posto Santo, São Sebastião,Santa Bárbara, Angra do Heroísmo, Porto Judeu, Agualva, Praia da Vitória, Biscoitos e Altares
- Ilha de São Miguel - Capelas, Achada, Furnas, Rabo de Peixe, Água de Pau, Ponta Delgada (Parque Atlântico e Portas do Mar), Lagoa, Nossa Senhora do Rosário, Nordeste, Solmar, Ponta Garça, Povoação, Maia e Ribeira Grande
- Ilha de Santa Maria - Santo Espírito e Vila do Porto
- Lisboa - Casa dos Açores
- Estados Unidos da América - Fall River
- Canadá - Toronto

Para além das 50 lojas, a RIAC disponibiliza também um número de telefone gratuito através do seu Centro de Contactos, 800 500 501, disponível de segunda-feira a sábado das 9h00 às 22h30, e aos domingos e feriados das 10h00 às 22h30.